# Zone de conservation du biotope de Sundskjæra
La Zone de conservation du biotope de Sundskjæra  est une aire protégée norvégienne qui est située dans le municipalité de Larvik, dans le comté de Vestfold.

## Description
La réserve naturelle de 0,16 km2 a été créée en 2009. Les Sundskjæra sont deux récifs à l'extrémité du Viksfjord , au nord-ouest de Malmøya.
Sundskjæra était un lieu de nidification important pour le goéland cendré et la sterne pierregarin. Ces dernières années, le cheptel reproducteur sur les deux îlots a été réduit. Ces dernières années, du goéland marin, du goéland brun et du goéland cendré ont niché ici, mais en nombre modeste. Bien que les populations reproductrices aient été peu nombreuses ces dernières années, les cormorans ont des qualités de futures aires de reproduction.
Objectif de conservation : protéger les oiseaux marins pendant la saison de reproduction.